# Skouriotissa
Skouriotissa, también denominada Foucasa, es una localidad de la República de Chipre ubicada en 35° 5.484'N - 32° 53.084'E, entre Katydata y Agios Nikolaos Lefka. Está en la parte más baja de las montañas de Troodos, en la Región de Solea.

## Población
Su población en el año 1960, año de la independencia, era de 74 habitantes, uno de ellos turcochipriota y el resto era grecochipriota. En el año 2001, había solo 8 habitantes. En el 2021 son 9.

## Aspectos particulares
Existen las siguientes particularidades en la localidad:
- Al oeste de la localidad, en el cerro Foucasa, se encuentra una mina de cobre. Desde la década de 1910´, era explotada por la Cyprus Mines Corporation (CMC) que construyó las oficinas y viviendas en Skouriotissa en 1922.[3] La empresa explotaba el lugar bajo un leasing de la Iglesia de Chipre por 99 años desde 1911.

Antes de Cristo, la mina era explotada por los romanos en forma subterránea. A partir de 1960, se pasó a hacerlo en forma superficial (minería a cielo abierto). La actividad de la CMC cesó en 1974, siendo transitoriamente cerrada la mina ya que los lugares de embarque y procesamiento (Karavostasi y Xeros)quedaron bajo control turco.
Hoy, la mina nuevamente está operativa.
- La iglesia de Panagia Skouriotissa, de un solo cuerpo, construcción de piedra y techo de madera a dos aguas. Posee una entrada al frente, hacia el oeste, y dos laterales. Data del siglo XV. Un monasterio funcionó en el lugar entre los años 1716  y 1912.[4]

De acuerdo al libro “La Iglesia de Panagia Skouriotissa” de A & J Stylianou, la primera referencia es por parte de una viajero ruso llamado Basil Barsky que visitó el monasterio en 1735. Los mismos autores mencionan la existencia de una placa sobre la entrada a la iglesia que dice “Jesucristo Conquista. 16 de agosto de 1716. El Santo Monasterio de Panagia Skouriotissa fue recostruìdo gracias al Reverendísimo Arzobispo de Kyrenia y Presidente de Solea, Monseñor Makarios y a sus familiares de Galata. Gloria al Eterno Dios”.
Si bien la inscripción sobre la entrada de la iglesia habla del monasterio, no lo hace de ella misma. Fragmentos de las pinturas en las paredes dan señales que sugieren la construcción en el siglo XV ya que era costumbre de entonces pintar las iglesias al poco de finalizarlas.

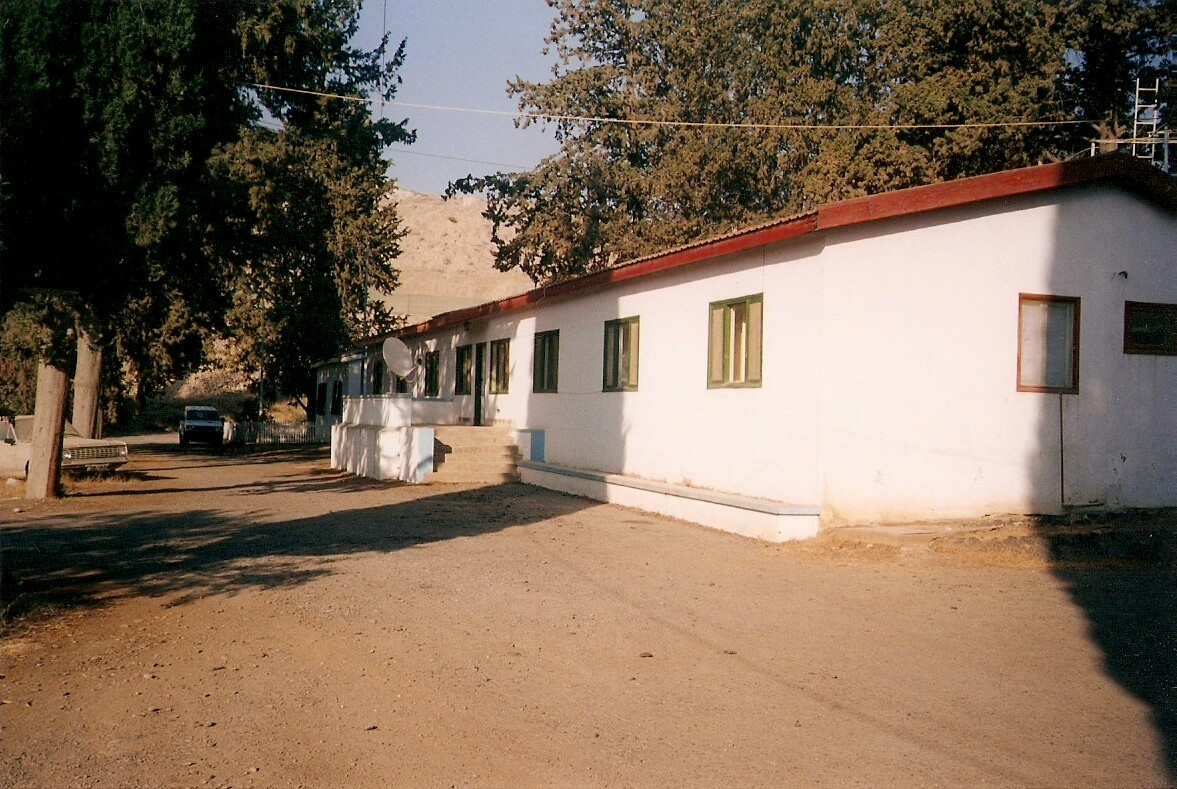
Antigua Escuela de la CMC ocupada por el contingente de la ONU

- Actualmente es sede del Campo San Martín, puesto comando del Contingente Argentino de UNFICYP, en casas rentadas al Obispo de Morphou.[7]

Este campo albergó tropas del contingente sueco, irlandés y a partir del año 1976 a la compañía B del DANCON (contingente danés). Desde 1993, lo hace el ARCON. El puesto comando era el antiguo laboratorio de la empresa y el casino de oficiales la casa del gerente general.
El campo está rodeado por el cerro Skouriotissa al oeste (donde se encuentra la mina) y un valle fértil al este.

## Minería
La antigua mina de Skouriotissa, que había sido explotada por los romanos y la Cyprus Mines Corporation, reinició su actividad en junio de 1996. Los trabajos de reapertura habían comenzado en año anterior. La inactividad era desde la invasión turca a la isla.
Para la reapertura se formó una empresa conjunta entre la Hellenic Copper Mines (53%) de la Sociedad Helénica Minería (EME) y la australiana Oxiana (47% de participación).

## Lectura Complementaria
Historia de la mina de Skouriotissa (en inglés)
Imágenes de Skouriotissa
- Datos: Q7536487
- Multimedia: Skouriotissa / Q7536487